# Ochrosia newelliana
Ochrosia newelliana är en oleanderväxtart som beskrevs av Frederick Manson Bailey. Ochrosia newelliana ingår i släktet Ochrosia och familjen oleanderväxter. Inga underarter finns listade i Catalogue of Life.